# Стратфорд-он-Эйвон (район)
Стратфорд-он-Эйвон (англ. Stratford-on-Avon) — неметрополитенский район (англ. Non-metropolitan district) в графстве Уорикшир (Англия). Административный центр — город Стратфорд-апон-Эйвон.

## География
Район расположен в южной части графства Уорикшир, граничит с графствами Уэст-Мидлендс на севере, Вустершир на западе, Глостершир и Оксфордшир на юге и Нортгемптоншир на востоке.

## Состав
В состав района входит 4 города:
- Алстер
- Саутам
- Стратфорд-апон-Эйвон
- Шипстон-он-Стаур

и более 100 общин (англ. Civil parish).